# Velečín

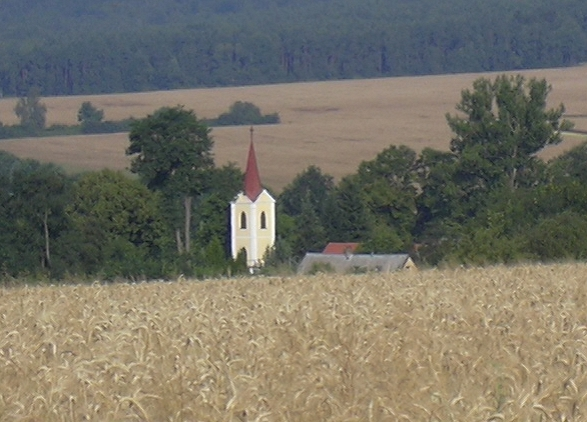
Kirchturm von Velečín

Velečín (deutsch Weletschin) ist eine Gemeinde in Tschechien. Sie liegt sechs Kilometer südwestlich von Jesenice und gehört zum Okres Plzeň-sever.

## Geographie
Velečín befindet sich rechtsseitig des Baches Podvínecký potok in der Žihelská brázda (Scheleser Furche) im Rakonitzer Hügelland. Gegen Osten erstreckt sich der Naturpark Jesenicko, westlich der Naturpark Horní Střela. Nördlich von Velečín liegt der Teich Velečínský rybník. Im Nordosten erhebt sich die Krtská hora (525 m), westlich der Kačer (594 m) sowie im Nordwesten der Žebrák (620 m), Nad Luhy (594 m) und der Kanešův kopec (633 m). Am östlichen Ortsrand verläuft die Bahnstrecke Plzeň–Duchcov.
Nachbarorte sind Blatno, Nouze und Stebno im Norden, Krty und Jesenice im Nordosten, Rybárna, Drahouš, Tlestky und Ostrovec im Osten, Otěvěky, Žďár und Podbořánky im Südosten, Chvojkovský Mlýn, Vysoká Libyně, Bílov, Potvorov, Přehořov und Žihle im Süden, Pohvizdy und Pastuchovice im Südwesten, Sklárna, Dvorec, Luby und Balková im Westen sowie Tis u Blatna im Nordwesten.

## Geschichte
Es wird angenommen, dass Velečín, dessen Ursprung als slawischer Rundling noch deutlich erkennbar ist, im 10. Jahrhundert gegründet wurde. Die erste schriftliche Erwähnung von Velečín erfolgte im Jahre 1296, als die Söhne des Bohuslav von Šanov das Gut an die Kreuzherren mit dem Roten Stern verkauften. Danach gehörte Velečín zu den Besitzungen des Klosters Blatno. Während der Hussitenkriege erlosch das Kloster, Velečín wurde zur Burg Rabenstein untertänig. Deren Besitzer waren in der Mitte des 16. Jahrhunderts die Grafen Schlik. Im Jahre 1578 erwarben die Kolowrat-Liebsteinsky Velečín und schlugen es dem Gut Petersburg zu. Nikolaus Kolowrat-Liebsteinsky verkaufte Velečín im Jahre 1600 an Georg Chotek auf Žihle. Nach der Schlacht am Weißen Berg wurden dessen Güter konfisziert und 1623 an Hermann Czernin von Chudenitz verkauft, der sie mit dem Gut Petersburg vereinigte. 1639 errichtete Hermann Czernin das Große Czerninsche Familienfideikommiss, das aus den böhmischen Herrschaften und Gütern Petersburg, Gießhübel, Neudek, Schönhof, Sedschitz, Miltschowes, Winař, Welchow, Kost und Kosmanos sowie der schlesischen Herrschaft Schmiedeberg bestand. Im Jahre 1644 wurde er zum Reichsgrafen erhoben. Wegen der drückenden Lasten brach 1680 in der Gegend ein Bauernaufstand aus. Nach dessen Niederschlagung am Mlýnský vrch bei Blatno wurde der Velečíner Bürgermeister zusammen mit neun weiteren Aufständischen als Anführer der Rebellion in Saaz hingerichtet. Im 18. Jahrhundert wurde das Dorf gänzlich deutschsprachig. Ostrovec wurde 1775 in Johannesdorf umbenannt. Die Reichsgrafen Czernin von und zu Chudenitz hielten den Besitz ohne Unterbrechungen. Zu den Grundherren von Drahuschen gehörten u. a. Johann Rudolf Czernin von und zu Chudenitz und ab 1845 dessen Sohn Eugen Karl Czernin von und zu Chudenitz.
Im Jahre 1846 bestand Welletschin / Welečin aus 26 Häusern mit 173 deutschsprachigen Einwohnern. Im Ort gab es ein Wirtshaus. Pfarrort war Scheles. Bis zur Mitte des 19. Jahrhunderts blieb Welletschin zur Fideikommiss-Herrschaft Petersburg untertänig.
Nach der Aufhebung der Patrimonialherrschaften bildete Welletschin / Velečín ab 1850 mit dem Ortsteil Johannesdorf eine Gemeinde im Bezirk Saaz und Gerichtsbezirk Jechnitz. 1868 wurde Welletschin dem Bezirk Podersam zugeordnet. Die Eisenbahn Pilsen-Saaz nahm 1872 den Verkehr auf, die Züge fuhren jedoch noch lange Zeit ohne Halt an dem Dorf vorbei. 1885 entstand in Welletschin eine neue Schule, für deren Bau Wenzel Tauber, der zuvor auch schon den Bau der Kirche maßgeblich mitfinanziert hatte, 1200 Gulden bereitstellte. Die neue Schule war zunächst eine Filiale der Pladener Schule, die Kinder aus Johannesdorf wurden 1885 von Gerten nach Weletschin umgeschult. Mit Beginn des Jahres 1887 wurde die Weletschiner Schule zur eigenständigen Dorfschule. Seit dem Ende des 19. Jahrhunderts siedelten sich in der Gemeinde mehrere tschechische Familien an. Zwischen Pastuchowitz und Weletschin wurde 1903 auf freiem Felde die Bahnhaltestelle Pastuchowitz eingerichtet. 1924 erhielt der Ortsteil Johannesdorf, der zuvor auf Tschechisch Janov genannt wurde, den tschechischen Namen Ostrovec. 1930 lebten in Weletschin mit Johannesdorf 310 Personen. Nach der Gründung einer Ortsgruppe der Sudetendeutschen Partei verschlechterte sich ab 1935 das Verhältnis zwischen Deutschen und Tschechen in der Gemeinde. Nach dem Münchner Abkommen wurde die Gemeinde 1938 dem Deutschen Reich zugeschlagen und gehörte bis 1945 zum Landkreis Podersam. 1939 hatte die Gemeinde 301 Einwohner. Nach dem Ende des Zweiten Weltkrieges kam Velečín zur Tschechoslowakei zurück und die deutschsprachigen Einwohner wurden vertrieben. Der Okres Podbořany wurde 1960 aufgehoben, seitdem gehört Velečín zum Okres Plzeň-sever. Im Jahre 1961 wurde Pastuchovice eingemeindet. Am 1. Juli 1980 erfolgte die Eingemeindung nach Žihle. Am 24. November 1990 lösten sich Velečín und Ostrovec wieder von Žihle los und bildeten die Gemeinde Velečín.

## Gemeindegliederung
Die Gemeinde Velečín besteht aus den Ortsteilen Ostrovec (Johannesdorf) und Velečín (Weletschin).

## Sehenswürdigkeiten
- Turm der ehemaligen Kirche Maria Namen in Velečín, die neogotische Kirche wurde in den Jahren 1868 und 1869 auf Kosten der Gemeinde und einer Spende der Eheleute Wenzel und Rosalie Tauber errichtet. In den 1970er Jahren wurden das Schiff und der Chor der Kirche abgerissen und durch ein Gemeindehaus ersetzt, in dem heute die Gemeindeverwaltung ihren Sitz hat.
- Nischenkapelle unweit der ehemaligen Kirche in Velečín, sie entstand im 19. Jahrhundert
- Kirche Johannes des Täufers in Ostrovec, der ursprünglich gotische Bau wurde später barock umgestaltet und ist als Kulturdenkmal geschützt. Seit 2006 wird das stark baufällige Bauwerk instand gesetzt.
- Stele mit Relief eines Jerusalemkreuzes, am Bahnübergang an der Straße nach Ostrovec